# St. Vincent (album)
St. Vincent è il quarto eponimo album in studio della cantautrice statunitense St. Vincent, pubblicato nel febbraio 2014.
Ottiene 89/100 su Metacritic, punteggio basato su 40 recensioni.

## Descrizione
Il disco, prodotto da John Congleton, si avvale della collaborazione di Homer Steinweiss, batterista del gruppo Sharon Jones and The Dap-Kings e di McKenzie Smith del gruppo Midlake. Le tracce sono state registrate a Dallas e arrangiate da St. Vincent ad Austin, sempre in Texas.
Il 9 dicembre 2013 è stato pubblicato il singolo Birth in Reverse, seguito da Digital Witness, diffuso il 6 gennaio 2014. Di questo secondo brano è stato realizzato un videoclip per la regia di Chino Moya pubblicato il 31 gennaio 2014.
Nel febbraio 2014 è stato diffuso anche l'audio di un terzo brano, ossia Prince Johnny, presentato da Annie Clark durante un'ospitata alla radio KCRW.
L'album è stato nominato "miglior album dell'anno" dalla rivista NME e anche da Il Mucchio Selvaggio.
La sera dell'8 febbraio 2015 vince il Grammy Award nella categoria Best Alternative Album.

## Tracce
Testi e musiche di Annie Clark.
1. Rattlesnake – 3:34
2. Birth in Reverse – 3:15
3. Prince Johnny – 4:36
4. Huey Newton – 4:37
5. Digital Witness – 3:22
6. I Prefer Your Love – 3:36
7. Regret – 3:21
8. Bring Me Your Loves – 3:15
9. Psychopath – 3:32
10. Every Tear Disappears – 3:15
11. Severed Crossed Fingers – 3:42

## Classifiche
| Classifica (2014)                   | Posizione raggiunta |
| ----------------------------------- | ------------------- |
| Regno Unito (Official Albums Chart) | 21                  |
| Stati Uniti (Billboard 200)         | 12                  |